# Tulkört

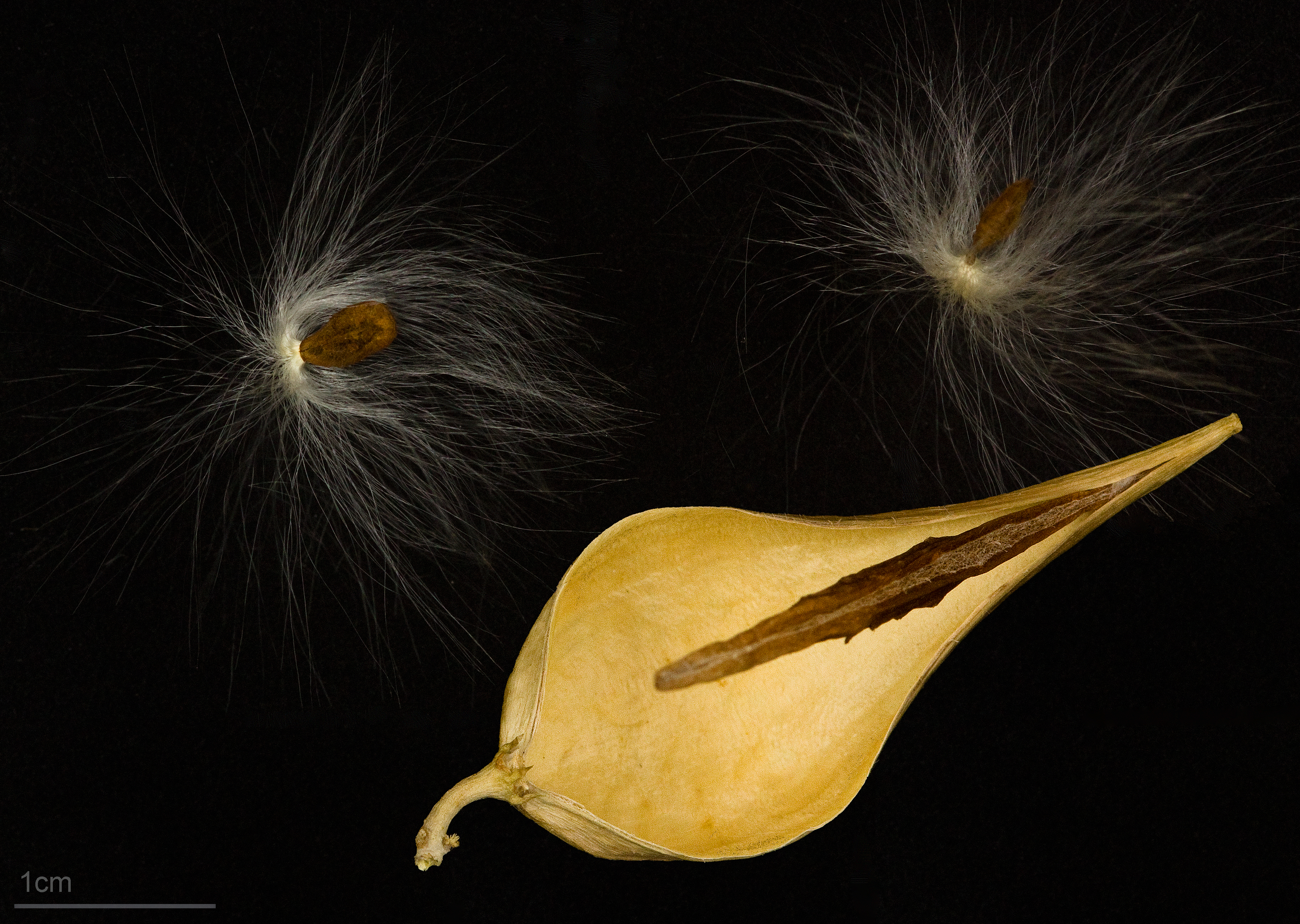
Vincetoxicum hirundinaria

Tulkört (Vincetoxicum hirundinaria) är en art i familjen oleanderväxter.

## Habitat
Tulkört finns i stora delar av mellersta och sydligaste Europa (ej i Portugal, Storbritannien och Irland; i Spanien bara längst i norr). Den finns också i stora delar av nordvästra Asien. I Nordamerika finns tulkört på några platser öster om Stora sjöarna, men är inte ursprunglig där.
I Sverige är tulkört vanlig i östra Svealand, men finns även på Gotland, Gotska Sandön och på Öland samt något mindre vanligt södra delen av Västkusten och vidare söderut längs Öresund.

## Biotop
Tulkört är en viktig värdväxt för riddarskinnbagge.

## Etymologi
- Förledet sval… i många av de traditionella namnen syftar på fågeln svala, med anledning av att de hårförsedda fröna "flyger såsom svalor", när de sprids av vinden.
- Svalan kommer igen även i det latinska namnet hirundinaria = "svallik" som har roten hirundo, vilket är svalans namn på latin.
- Namn som innehåller ledet tulk och liknande kommer av det dialektala namnet tulk (etc). Tulk är också ett dialektalt namn på fågeln rödbena, Totanus calidris, men en förmodan att detta skulle ha med varandra att göra, kan inte styrkas.
- Äldre botaniker skiljde ej på gräs och ört, utan kallade även örter för gräs. Det är förklaringen till att somliga traditionella namn för tulkört slutar på gräs, medan andra, av senare ursprung, kallas örter.
- Toxicum innebär att växten är giftig. Betande djur undviker den. Ursprunget är grekiska τοξικόν, toksikon = (pil)gift, av τοξικός, toksitos = har med pilbågar att göra, av τόξον, tokson = båge. Men vince kommer av latin vincere = besegra. Vincetoxicum ska alltså tolkas som motgift.
- Officinale antyder att det är en medicinalväxt.

## Bygdemål
| Namn                         | Trakt   | Referens | Not       |
| ---------------------------- | ------- | -------- | --------- |
|                              |         |          |           |
| Horskonung                   | Öland   | [ 2 ]    |           |
| Ormstingsgräs                |         | [ 3 ]    |           |
|                              |         |          |           |
| Ormstingsrot                 | Finland | [ 2 ]    |           |
| Rylgräs                      |         | [ 2 ]    |           |
|                              |         |          |           |
| Svalegräs                    |         | [ 2 ]    | (Kirskål) |
| Svalerot                     |         | [ 2 ]    | (Kirskål) |
| Svaleört                     |         | [ 2 ]    | (Kirskål) |
|                              |         |          | (Kirskål) |
| Svalört                      |         | [ 1 ]    | (Kirskål) |
|                              |         |          |           |
| Tullkagräs                   | Gotland | [ 2 ]    |           |
| Tulkegräs, tulkgräs (L 1745) |         | [ 1 ]    |           |